# اندرنای
اندرنای (به فرانسوی: Andernay) یک کامین در فرانسه است که در Canton of Revigny-sur-Ornain واقع شده‌است.

## خصوصیات
اندرنای ۴٫۳۲ کیلومترمربع مساحت و ۲۴۳ نفر جمعیت دارد و ۱۵۳ متر بالاتر از سطح دریا واقع شده‌است.